# Hermann Goetz
Hermann Goetz (vagy Götz; teljes nevén Hermann Gustav Goetz; (Königsberg, 1840. december 7. — Hottingen (ma: Zürich) , 1876. december 3.)  német zeneszerző. Svájcban élt. Nevezetes „Der Widerspenstigen Zähmung“ (A makrancos hölgy) című vígoperája.

## Életpályája
Hermann Goetz Berlinben tanult   a Stern-féle konzervatóriumban tanult J. Sternnél és Hans von Bülownál. Tanulmányainak befejezése után orgonista volt Winterthurban 1863 és 1870 között. Haláláig Zürich közelében lakott és szabadfoglalkozású zeneszerző volt.

## Művei
Legnevezetesebb műve a  „Der Widerspenstigen Zähmung“ (A makrancos hölgy) című vígoperája (1868-1873).
Egy költő barátjával, Widmann-nal együtt írt  egy kedélyes újévi daljátékot is  („Die heiligen drei Könige“). 

### Zenekari művei
- Symphonie e-moll (1866, halála után Laura Goetz megsemmisítette a mű nagy részét)
- Symphonie F-Dur op. 9 (1873)
- Frühlingsouvertüre op. 15 (1864)
- Klavierkonzert Nr. 1 Es-Dur (1861)
- Klavierkonzert Nr. 2 B-Dur op. 18 (1867)
- Skizzen zu einem dritten Klavierkonzert D-Dur
- G-Dúr hegedűverseny op. 22 (1868)

### Vokális zene
- A makrancos hölgy, vígopera négy felvonásban (1868–1873). Librettó: Joseph Victor Widmann ( Shakespeare után),
- Francesca da Rimini, opera  három felvonásban (1875/76, befejezetlen). Librettó: Geotz és  Widmann.           A hátrahagyott vázlatok alapján Ernst Frank hangszerelte. Az ősbemutató 1877. szeptember 30-án volt Mannheimben.
- Der 137ste Psalm szopránra, kórusra és zenekarra, op. 14 (1864)
- Es liegt so abendstill der See (Wolfgang Müller von Königswinter) tenor (vagy szoprán) hangra, férfikórusra és zenekarra, op. 11 (1868)
- Nänie (Friedrich Schiller) kórusra és zenekarra, op. 10 (1874)

### Kamarazenei művei
- Klaviertrio g-moll op. 1 (1863),
- Drei leichte Stücke für Violine und Klavier op. 2 (1863)
- Streichquartett B-Dur (1865/66),
- Klavierquartett E-Dur op. 6 (1867),
- Klavierquintett c-moll op. 16 (1874)

### Zongoraművei
- 2 Sonatinen (F-Dur, Es-Dur) op. 8 (1871)
- Lose Blätter op. 7 (1864–1869)
- Genrebilder op. 13 (1870–1876)
- Sonate für Klavier zu 4 Hdn. D-Dur (um 1855)
- Sonate für Klavier zu 4 Hdn. g-moll op. 17 (1865)